# 钝叶菹草
钝叶菹草（学名：Potamogeton amblyophyllus）为眼子菜科眼子菜属下的一个种。

## 扩展阅读
- 維基物種上的相關：钝叶菹草